# Friese
Der Friese bzw. das Friesenpferd ist eine der ältesten Pferderassen Europas. Es ist eine niederländische Pferderasse, die ursprünglich aus der Provinz Friesland stammt und heute in Reinzucht ohne Fremdbluteinkreuzung gezüchtet wird. Seit 1879 wird das Friesch-Paarden Stamboek, das offizielle Stammbuch der Rasse, geführt. Der Sitz des Zuchtbuches ist Drachten.
Hintergrundinformationen zur Pferdebewertung und -zucht finden sich unter: Exterieur, Interieur und Pferdezucht.

## Exterieur
Friesen sind stämmige Pferde im leichten Kaltbluttyp, mit einem gewölbten, oft hoch angesetzten und meist sehr kräftigem Hals, einer gut gewinkelten und bemuskelten Hinterhand und einer ausgeprägten Rippenwölbung. Friesen werden heute ausschließlich auf die schwarze Farbe des Rappen selektiert und sind daher meist reinerbig für diese Farbe. Die letzte braune Stute namens Patricia wurde 1928 in das Stutbuch eingetragen. Braune kommen heute nicht mehr vor; sehr selten können noch Füchse auftreten, die jedoch nicht erwünscht sind. Als Fuchsvererber bekannte Hengste werden von der Zucht ausgeschlossen. Auch darf der Friese keine weißen Abzeichen am Kopf oder an den Beinen haben, sondern soll von oben bis unten rein schwarz sein. Ein Stern auf der Stirn ist gestattet, aber unerwünscht.

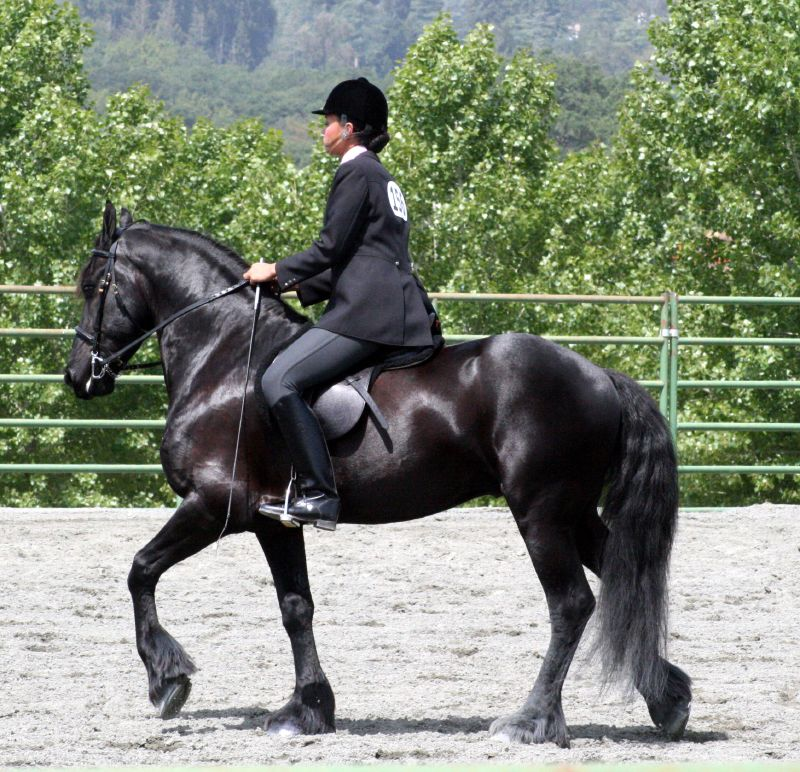
Friese beim Dressurreiten

Friesen haben oft üppiges Langhaar, weshalb sie im süddeutschen Raum und Österreich auch als Langhaarpferde bezeichnet werden. Erkennbar sind Friesen auch am Kötenbehang an den Beinen. Dieses Erscheinungsbild hat sich seit dem 17. Jahrhundert kaum verändert. In den letzten Jahren wurden vermehrt überdurchschnittlich große Friesen gezüchtet – was an der Nachfrage hin zu einem sportlicheren Pferd liegt. Die meisten Stuten erreichen eine Größe von 155 bis 165 cm, während die Hengste größer werden. Um zur Körung zugelassen zu werden, muss der Hengst dreijährig eine Mindestgröße von 158 cm bzw. vierjährig 160 cm aufweisen.
Bis 1996 wurde der Friese durch eine Zungentätowierung an Stelle eines Brandzeichens gekennzeichnet, seit 1996 werden Mikrochips zur Tierkennzeichnung verwendet.

## Interieur
Durch die Einzucht iberischer Pferde gewann der Friese deutlich an Dressureignung. Die hohe Knieaktion, die schwungvollen Grundgangarten und insbesondere sein Talent zur Hohen Schule machen den Friesen zu einem beliebten Show- und Dressurpferd. Darüber hinaus ist er durch seine Kraft, Zuverlässigkeit, Geduld und Sanftmut weiterhin häufig vor der Kutsche zu finden.

## Zuchtgeschichte
Das Friesenpferd ist eine niederländische Pferderasse, die ihren Ursprung in der Provinz Friesland hat.
Die erste Erwähnung eines Pferdes, das man als „Friese“ zuordnen kann, stammt aus der Römerzeit. Tacitus und Julius Cäsar erwähnen das Pferd und es wird beschrieben, dass die Tiere von den Römern nach England exportiert wurden.
Das heutige moderne Friesenpferd entstand im 16. und 17. Jahrhundert durch Einkreuzung spanischer Pferde in den damals eher kaltblütigen, regionalen Pferdetyp, während die Niederlande von Spanien besetzt waren.
Zu Beginn des 18. Jahrhunderts wurde in den herrschaftlichen Häusern immer weniger geritten, dafür umso mehr in eleganten, leichten Kutschen gefahren. Dafür brauchte man geeignete majestätisch wirkende Wagenpferde.
Als die Friesenpferde im 19. Jahrhundert zunehmend aus der Mode kamen, wurde die Zucht der reinen friesischen Pferde vernachlässigt. Im Jahre 1910 war der Hengstbestand auf nur noch vier Pferde geschrumpft, drei Jahre später waren nur noch die Hengste Prins 109, Alva 113 und Friso 117 am Leben. Daraufhin setzten sich einige Züchter erfolgreich für die Rettung der alten Rasse ein. Sie hatten erkannt, dass nicht nur ein landwirtschaftliches Arbeitstier vom Aussterben bedroht war, sondern auch ein Stück niederländischer Geschichte, da der Friese die einzige ursprünglich niederländische Pferderasse ist. Heute werden Friesen vorwiegend als Fahr- und Reitpferde eingesetzt.
Zur heutigen Verbreitung des Friesenpferdes wurden durch die Züchter große Anstrengungen unternommen. Allerdings wurde nach der Einkreuzung spanischer Pferde niemals wieder rassefremdes Blut zugeführt. Der Bestand wurde allein durch Inzucht innerhalb der kleinen Population gesichert und vergrößert. Daher wird für jedes heute im niederländischen Friesenpferde-Stammbuch (Koninklijke Vereniging „Het Friesch Paarden-Stamboek“ (KFPS)) in Drachten in der Provinz Friesland eingetragene Pferd ein sog. Inzuchtfaktor bestimmt. Dieser gibt an, mit welchem Prozentsatz an Inzucht das Genom des Tieres belastet ist. In den 1970er Jahren wurde durch Einkreuzung von Arabern eine neue, eigenständige Zuchtlinie gebildet, die Arabofriesen. Diese zählen allerdings nicht mehr zu den Friesen.

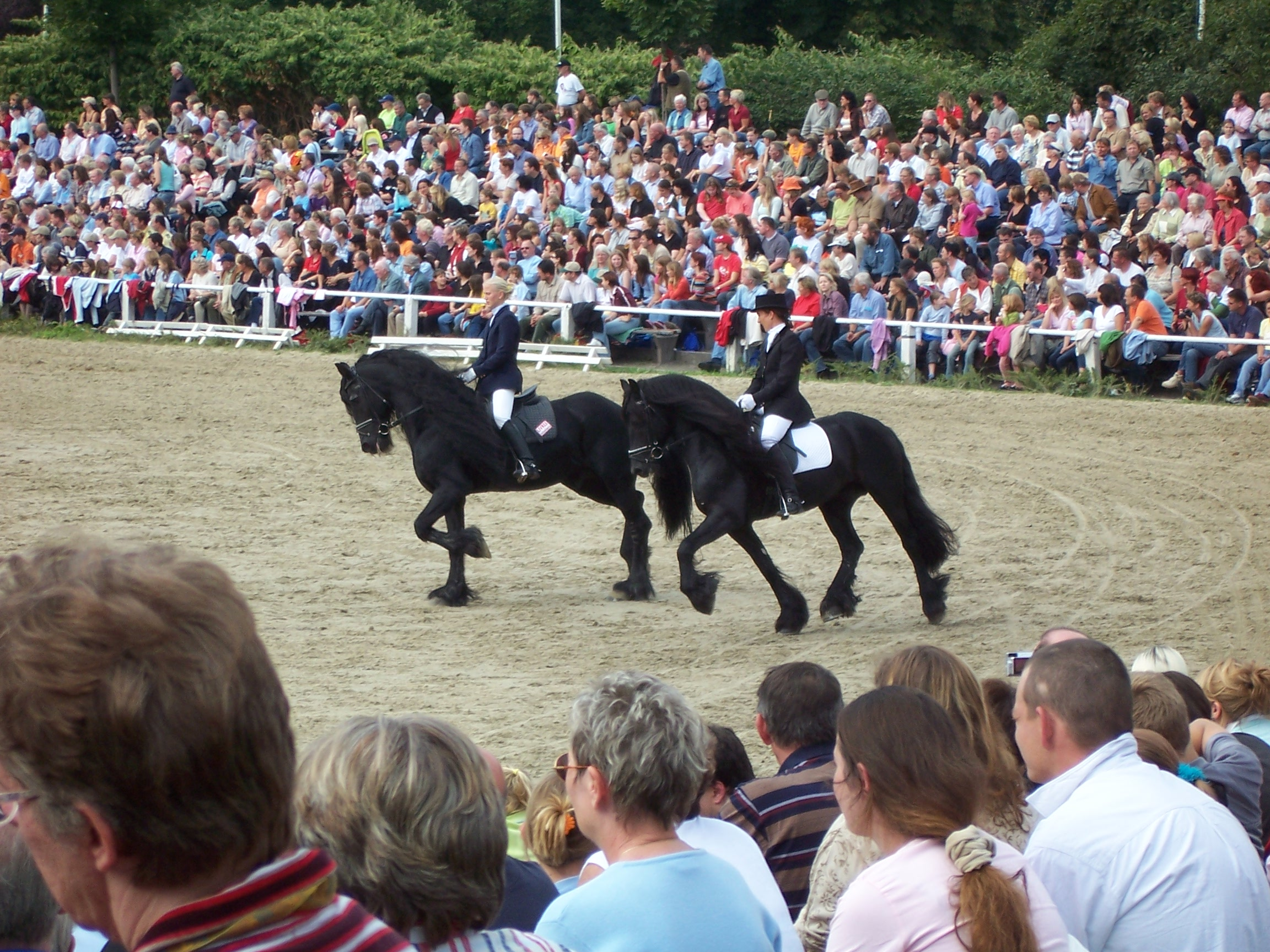
Friesen bei der Hengstparade Dillenburg

Die Selektion der Deckhengste, die zur Zucht zugelassen werden erfolgt anhand des Zuchtziels. Jedes Jahr im Herbst stellen sich alle Hengstanwärter, überwiegend junge Hengste im Alter von zweieinhalb Jahren, einer Jury. Aber auch ältere Tiere, die ggf. schon Erfolge im Reit- und Fahrsport vorweisen können, werden vorgestellt. Es erfolgt eine Vorauswahl und die besten Hengste dürfen sich im Januar des Folgejahres auf der zentralen Körung einer weiteren Exterieur-Bewertung stellen. Dort wird noch zweimal selektiert, bis schließlich einige wenige Hengste zur Hengstleistungsprüfung angewiesen werden. Diese findet im Herbst des gleichen Jahres statt. Die Hengstanwärter sind demnach in der Regel gut dreieinhalbjährig. Bei der Hengstleistungsprüfung wird neben dem Exterieur und dem Gangvermögen auch das Interieur, zum Beispiel das Stallbetragen und der Arbeitswille bewertet.
Zugelassene Junghengste müssen sich jedes Jahr erneut der Jury stellen und ihre Deckerlaubnis auf der zentralen Körung in Friesland erneuern. Erst wenn nach vier bis fünf Jahren der erste Fohlenjahrgang des Hengstes dreijährig ist, findet eine endgültige Bewertung statt. Eine Auswahl der Nachzucht des Hengstes wird als Jährling, zweijährig und dreijährig begutachtet und der Hengst verbleibt nur in der Zucht, wenn sein Beitrag positiv bewertet wird. Wenn die Nachzucht nicht überzeugt, wird der Hengst abgekört und im niederländischen Friesenhengst-Stammbuch nicht mehr als zugelassener Deckhengst geführt.
Das Friesenpferde-Stammbuch von 1879 ist das älteste Pferdestammbuch der Niederlande mit heute 60.000 Pferden in über 50 Ländern. Hier werden die Prüfungen von den angeschlossenen Vereinigungen nach denselben Maßstäben vorgenommen.